# دیلکان (آریزونا)
دیلکان (به انگلیسی: Dilkon) یک منطقهٔ مسکونی در ایالات متحده آمریکا است که در شهرستان ناواهو، آریزونا واقع شده‌است. دیلکان ۴۳٫۰۰ کیلومتر مربع مساحت و ۳٬۸۹۴ نفر جمعیت دارد و ۱٬۷۹۴ متر بالاتر از سطح دریا واقع شده‌است.